# Championnes de France de natation en bassin de 50 m du 5 × 50 m nage libre

## Dames

### 5 × 50 mètres nage libre dames
| Championnats | Championnats                        | 5 × 50 mètres nage libre dames  | 5 × 50 mètres nage libre dames | 5 × 50 mètres nage libre dames | 5 × 50 mètres nage libre dames | 5 × 50 mètres nage libre dames |
| ------------ | ----------------------------------- | ------------------------------- | ------------------------------ | ------------------------------ | ------------------------------ | ------------------------------ |
| 1919         | Paris Piscine Château-Landon        | Mouettes de Paris               |                                |                                |                                |                                |
| 1920         | Paris La Villette, Bassin Niclausse | Mouettes de Paris               |                                |                                |                                | 4 min 20 s 0                   |
| 1921         | Strasbourg                          | Enfants de Neptune de Tourcoing |                                |                                |                                | 3 min 50 s 6                   |
| 1922         | Tourcoing                           | Enfants de Neptune de Tourcoing |                                |                                |                                | 3 min 38 s 8                   |
| 1923         | Arras                               | Libellule de Paris              |                                |                                |                                | 3 min 34 s 4 RF                |
| 1924         | non disputé                         |                                 |                                |                                |                                |                                |
| 1925         | Paris Les tourelles                 | Enfants de Neptune de Tourcoing |                                |                                |                                | 3 min 16 s 4                   |
| 1926         | Paris Les tourelles                 | Enfants de Neptune de Tourcoing |                                |                                |                                | 3 min 13 s 6                   |